# Djulö kvarn
Djulö kvarn is een plaats in de gemeente Katrineholm in het landschap Södermanland en de provincie Södermanlands län in Zweden. De plaats heeft 200 inwoners (2005) en een oppervlakte van 30 hectare.